# Rinaldo Capello
Pour les articles homonymes, voir Capello.
Rinaldo Capello, également appelé Dindo Capello, né le 17 juin 1964 à Asti, Piémont, est un pilote automobile italien spécialisé dans les courses d'endurance.

## Biographie
Capello commence sa carrière en 1976 sur des kartings. Il n'obtient un poste de pilote officiel qu'à partir de 1983 en participant au championnat Formula Fiat Abarth. Il remporte le championnat italien de supertourisme en 1990 sur une Volkswagen Golf[réf. nécessaire], une performance qu'il réitère en 1996 mais au volant d'une Audi A4 cette fois.
Il commence sa carrière en endurance en 1997 par une victoire aux 6 heures de Vallelunga avant de rejoindre l'écurie Joest Racing, qui engage les Audi R8 officielles puis la Bentley Speed 8. Il termine sur le podium des 24 heures du Mans à trois reprises (3e en 2000, 2e en 2001 et 2002) sur la R8 avant de s'imposer au 2003 sur la Bentley puis de récidiver l'année suivante sur l'Audi R8 privée du Team Goh.
Avec le retour officiel d'Audi en endurance qui coïncide avec l'introduction de l'Audi R10 TDI, Capello revient chez Joest en 2006: il termine 3e au Mans et remporte l'American Le Mans Series en fin d'année. En 2007, il passe proche de la victoire au Mans puisque l'équipage qu'il forme avec Tom Kristensen et Allan McNish dominait avant d'être contraint à l'abandon, mais il prend sa revanche et décroche son troisième succès au Mans à l'occasion de l'édition 2008.
Depuis 2009 il participe aussi assez régulièrement au circuit GT italien, remportant quelques manches avec l'Audi R8 LMS.

## Palmarès
- Victoire aux 24 heures du Mans 2003
- Victoire aux 24 heures du Mans 2004
- Victoire aux 24 heures du Mans 2008

## Résultats aux 24 Heures du Mans

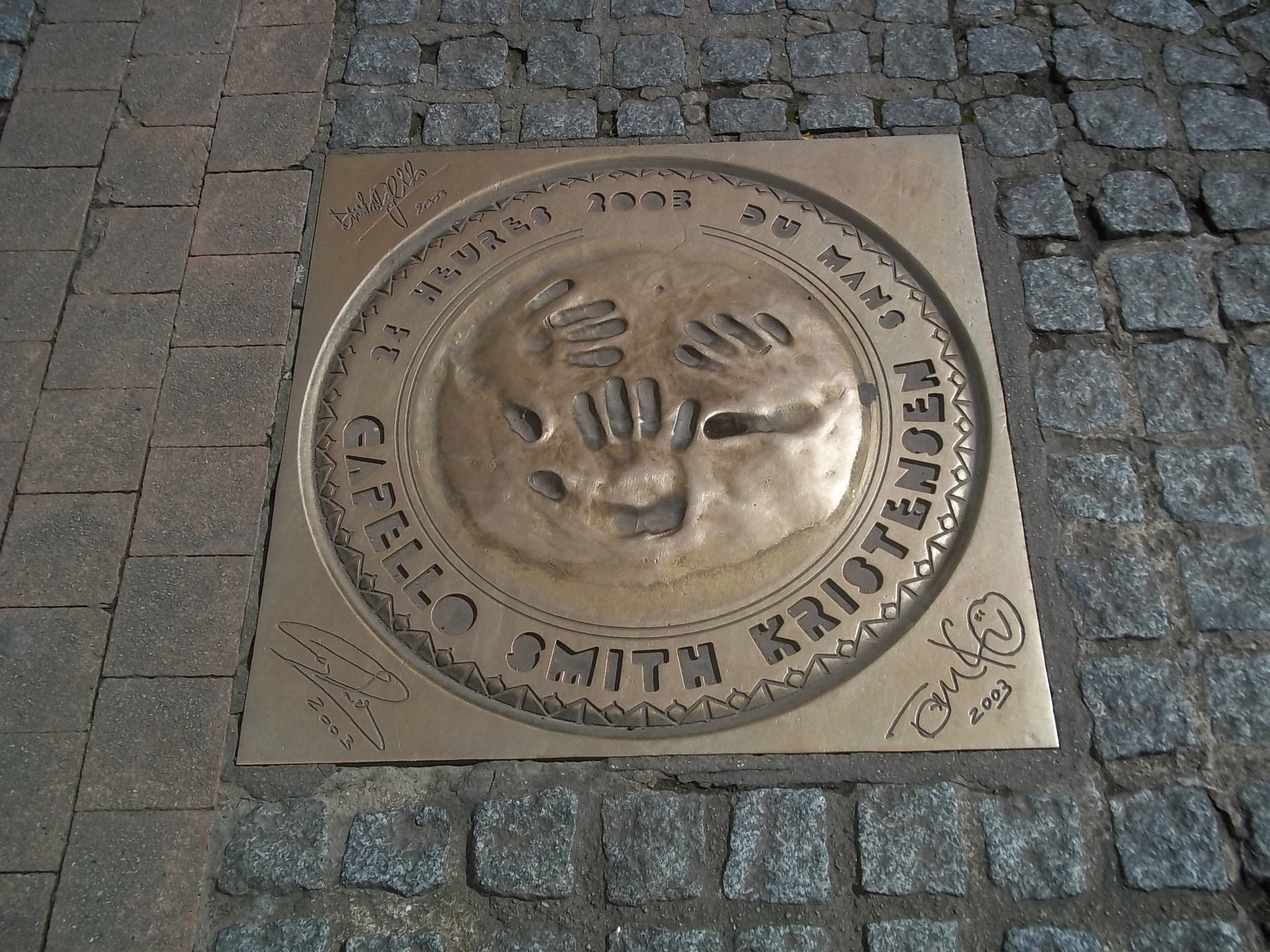
Plaque des empreintes des vainqueurs des 24 heures 2003-walk of fame-Le Mans

| Année | Voiture                 | Équipe                    | Équipiers                            | Résultat  |
| ----- | ----------------------- | ------------------------- | ------------------------------------ | --------- |
| 1998  | McLaren F1 GTR          | Gulf Team Davidoff        | Thomas Bscher / Emanuele Pirro       | Abandon   |
| 1999  | Audi R8                 | Audi Sport Team Joest     | Laurent Aïello / Michele Alboreto    | 4e        |
| 2000  | Audi R8                 | Audi Sport Team Joest     | Christian Abt / Michele Alboreto     | 3e        |
| 2001  | Audi R8                 | Audi Sport North America  | Laurent Aïello / Christian Pescatori | 2e        |
| 2002  | Audi R8                 | Audi Sport North America  | Johnny Herbert / Christian Pescatori | 2e        |
| 2003  | Bentley Speed 8         | Team Bentley              | Tom Kristensen / Guy Smith           | Vainqueur |
| 2004  | Audi R8                 | Audi Sport Japan Team Goh | Seiji Ara / Tom Kristensen           | Vainqueur |
| 2006  | Audi R10 TDI            | Audi Sport Team Joest     | Tom Kristensen / Allan McNish        | 3e        |
| 2007  | Audi R10 TDI            | Audi Sport North America  | Tom Kristensen / Allan McNish        | Abandon   |
| 2008  | Audi R10 TDI            | Audi Sport North America  | Tom Kristensen / Allan McNish        | Vainqueur |
| 2009  | Audi R15 TDI            | Audi Sport Team Joest     | Tom Kristensen / Allan McNish        | 3e        |
| 2010  | Audi R15+ TDI           | Audi Sport Team Joest     | Tom Kristensen / Allan McNish        | 3e        |
| 2011  | Audi R18 TDI            | Audi Sport Team Joest     | Tom Kristensen / Allan McNish        | Abandon   |
| 2012  | Audi R18 e-tron quattro | Audi Sport Team Joest     | Tom Kristensen / Allan McNish        | 2e        |

## Autres victoires en endurance

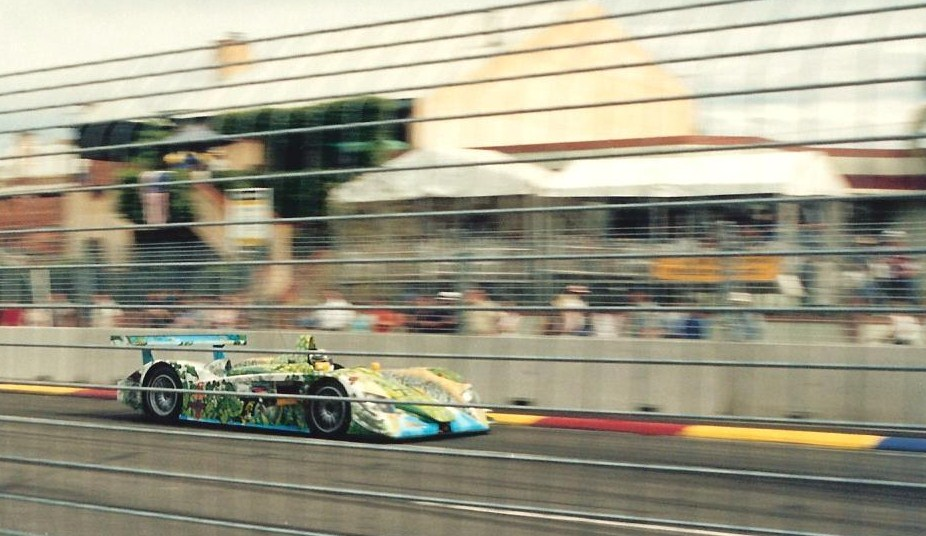
L'Audi R8 victorieuse lors de la Race of a Thousand Years, en 2000.

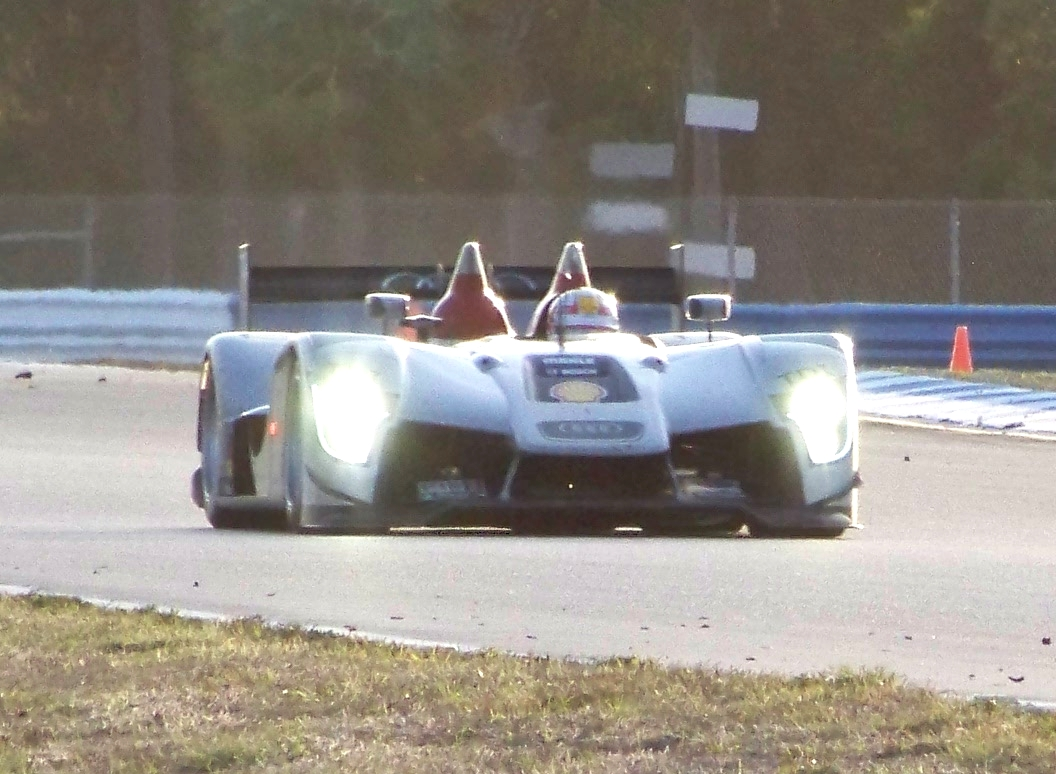
L'Audi R15 TDI, gagnante à Sebring en 2009.

- Tests du Mans en 2000, 2001, 2002, 2011 et 2012 (Audi R8, puis R18 apparue en 2011);
- Petit Le Mans en 2000, 2002, 2006, 2007 et 2008 (Audi R8, puis Audi R10 apparue en 2006);
- Race of a Thousand Years en 2000 (Audi R8; Australie);
- 12 Heures de Sebring en 2001, 2002, 2006, 2009 et 2012 (Audi R8, puis R10, puis R15 apparue en 2009, puis R18);
- 1 000 kilomètres de Silverstone en 2008 (Audi R10);
- 8 Heures du Castellet en 2010 (Audi R15);

Autres:
- Tests au Paul Ricard (2004 et 2008), et à Sebring (2006);

## Victoires en Le Mans Series
(2 H 45 à 500 milles, America ou Europa)
- 2000 : Mosport, Portland, Laguna Seca;
- 2001 : Texas, Donington, Jarama, Sears Point;
- 2002 : Road America, Trois-Rivières, Mosport;
- 2006 : Houston, Lime Rock, Portland, Mosport, Laguna Seca;
- 2007 : Saint-Petersburg, Laguna Seca.